# رون روبين
رون روبين (بالإنجليزية: Ron Rubin)‏ هو لاعب الجسر ‏ أمريكي، ولد في 7 مايو 1948.